# 1502 Arenda
1502 Arenda este un asteroid din centura principală, descoperit pe 17 noiembrie 1938, de Karl Reinmuth.